# بيرناردو ألفارادو مونزون
بيرناردو ألفارادو مونزون (8 نوفمبر 1925 – يحتمل 26 سبتمبر 1972) هو زعيم شيوعي غواتيمالي. قاد حزب العمال الغواتيمالي السري، وأصبح أمينه العام. تحت قيادة ألفارادو، اتبع الحزب منهج «الحرب الثورية الشعبية».
ألقي القبض عليه من طرف القوات الحكومية في 26 سبتمبر 1972 في غواتيمالا العاصمة، ثم قتل بعد ذلك بوقت قصير.